# Monte Erice
(Polibio, Storie, I, 55 7-8, BUR. Milano, 2001. trad.: M. Mari.)
Il monte Erice è una montagna della Sicilia, in provincia di Trapani. Anticamente era denominato Monte San Giuliano. È la cima più occidentale dei Monti di Trapani.

## Storia
Anticamente abitato dal popolo degli Elimi di origine troiana. Fu poi occupato dai cartaginesi e dai romani che, nell'antico tempio, vi veneravano la Venere Ericina. Fu ribattezzato nel 1077 Monte San Giuliano dai normanni.
Nel 1934 tornò al nome originario di Monte Erice.
Sui suoi tornanti si svolge dal 1954 la Cronoscalata Monte Erice.

## Territorio

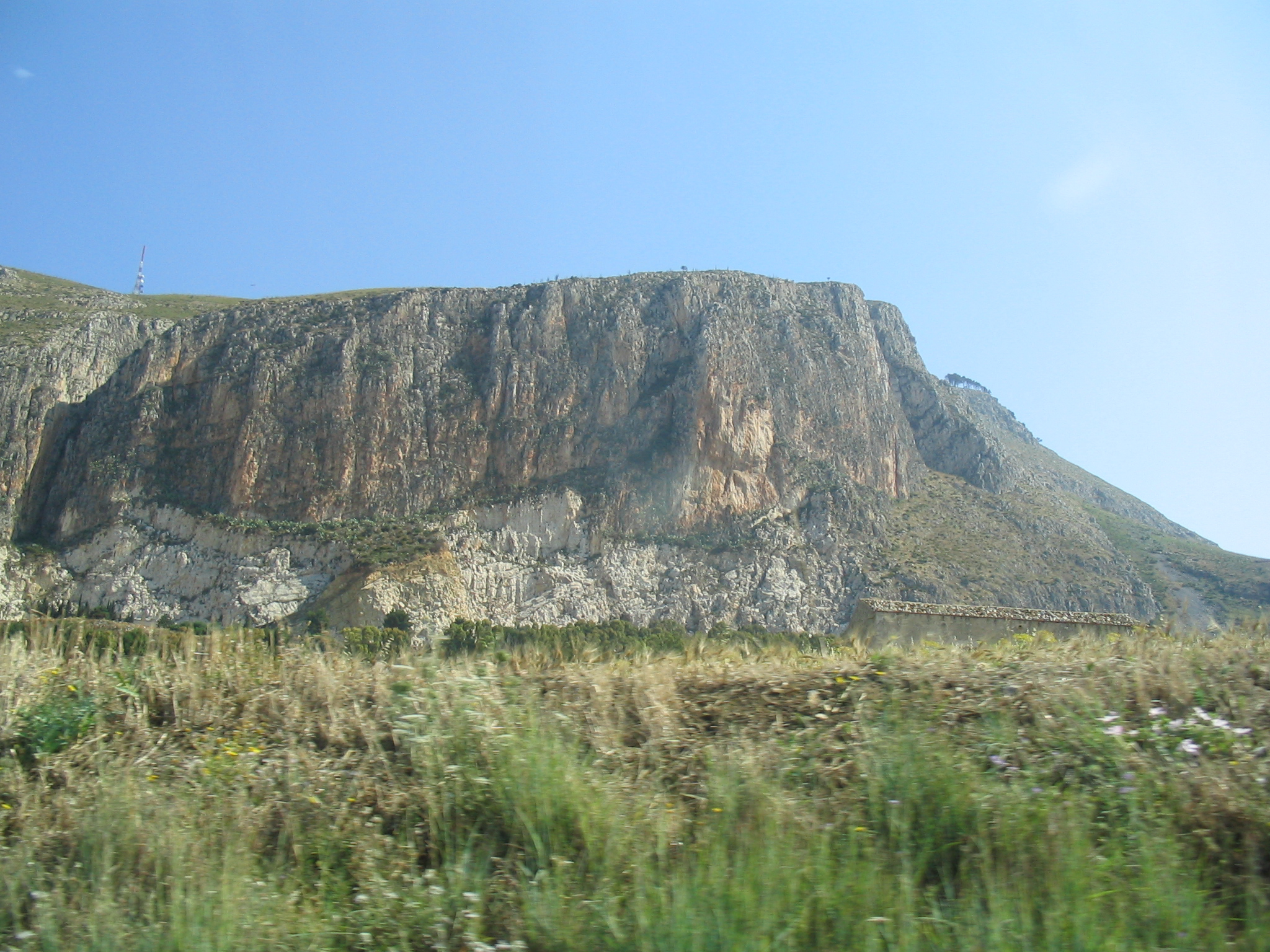
La parte sud del monte

Alto 751 m s.l.m., si trova a est di Trapani, declinando fino al mar Tirreno, dando così l'impressione di un'altezza maggiore di quella reale, e si estende per una superficie di 18,3 chilometri quadrati. Dalla montagna discende il fiume Lenzi.
Nella sommità si erge la città di Erice, mentre alle falde si trovano, rispettivamente, sul lato occidentale la frazione Casa Santa del comune di Erice e la periferia della città di Trapani, e sul lato orientale il comune di Valderice.

### L'agro ericino
Il territorio del monte e la sua valle, denominato Agro ericino, comprendeva oltre al territorio dell'attuale comune, anche quelli di Valderice, Custonaci, San Vito Lo Capo, Buseto Palizzolo e parte di quello di Castellammare del Golfo.
L'imperatore Federico II, con un privilegio del 1241, aveva concesso agli ericini il possesso di questo vasto territorio che comprendeva al suo interno numerose località, chiamate casali: casale Curtii, casale Scupelli, casale Fraginisi, casale Rachalgimir, casale Sanctæ Yrini, casale Rachalhab, casale Handiluhiara, casale Bumbuluni, casale Murfi, casale Busit, casale Arcudacii, casale Ynnichi, casale Hurri, casale Rachalculei, con tutti i loro tenimenti e le loro pertinenze. Questo territorio, sul quale l'universitas esercitava la sua giurisdizione, era diviso in feudi e contrade: la sua estensione era, fino al 1846 di circa 40000 ettari, il suo litorale si prolungava per 26 miglia dalla spiaggia di Castellammare del Golfo a quella di San Giuliano e al suo interno erano comprese tre baronie. La prima era quella di Baida, che confinava a settentrione con la spiaggia e il cui barone godeva il mero e misto impero; l’altra era quella di Inici, della quale erano feudatari i Sanclemente; l’ultima era quella di Arcodaci, proprietà della famiglia Monroy. All'universitas spettavano il feudo Ralibesi, il cui nome - come quello di molte altre contrade della regione - è di origine islamica, il feudo Xambola, il feudo Lacci, il feudo Punta, così chiamato per una punta di terra che si estende verso il mare chiamata capo san Vito, il feudo di Castelluzzo, che prese il nome da un castello che si trovava in questa località, e il feudo Sanguigno. Il 24 gennaio 1846 parte di questo territorio veniva sottratto all’universitas di Monte San Giuliano e attribuito a Castellammare del Golfo.
Dal suo territorio, se ne distaccarono tra il 1948 e il 1955 ampie porzioni che costituirono i comuni di Valderice, Custonaci, San Vito Lo Capo e Buseto Palizzolo.

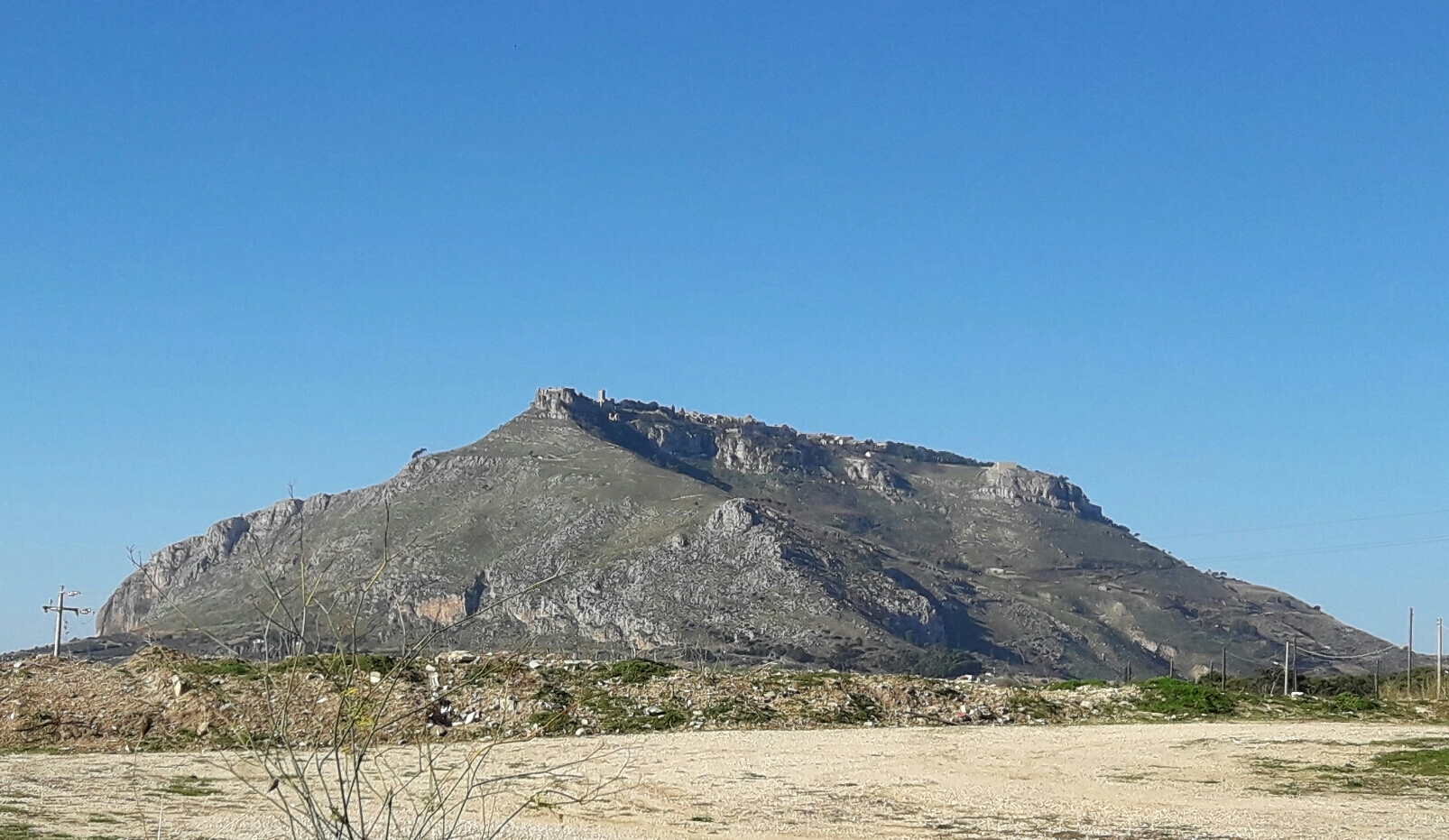
Il monte visto da Valderice

Diverse le frazioni che completano il territorio, alle falde della montagna madre (Casa Santa, Pizzolungo, Roccaforte, Rigaletta, Tangi, Ballata, Napola).

## Aspetti geografici
È coperto da un bosco di pini d'aleppo (l'area di Martogna), di querce termofile (il bosco demaniale di Sant'Anna) e di leccio e roverella (contrada Costa Spada).
Numerosi sono i sentieri per il trekking. Il Corpo forestale della Regione siciliana vi ha istituito un Museo agro-forestale in localita S. Matteo, a 4 chilometri da Erice Vetta.